# Радивоје Брдар
Радивој Брдар (Марини, 1950) српски љекар, редовни професор Медицинског факултета Универзитета у Београду.

## Биографија
Рођен је 1950. г. у селу Марини на планини Козари, Општина Приједор, ФНРЈ, данас Република Српска- БиХ. У Приједору је завршио Основну школу др Младен Стојановић а потом гимназију Есад Миџић са изузетним успјехом.

## Факултетско образовање
Завршио 1975. године Медицински факултет у Београду са просјеком 9,98. Специјализовао дјечију хирургију 1983. г. 2007. г. завршио субспецијализацију из дјечије ортопедије. 1992. године докторирао из дјечије ортопедије из области дјечијег кука.

## Стручна усавршавања
1986. г. се усавршава у Кургану (СССР) код професора Илизарова. 1990. г. у Чикагу усавршава ортопедску хирургију стопала дјеце код професора Таџијана. Први је применио апарат Илизарова на Дечјој клиници у Београду.

## Публикације
Публикује и учествује на многобројним конгресима у Србији и иностранству.

## Награде
1984. г. добија награду „Петар Кочић“ – Бања Лука.

## Радно мјесто
Од 1978. године је на Универзитетској дјечијој клиници у Београду. Шеф је дјечије ортопедије и трауматологије и замјеник генералног директора. Од 1998. г. је редовни професор на Медицинском факултету у Београду.